# 王兆山
王兆山（？—），山东沂南人，中华人民共和国作家。山东省作协三届、四届、五届全委会委员（理事），中国作家协会会员，中国作协六届全国代表大会代表。中国作家协会第七届全国委员会委员。現任中华人民共和国山東省作協副主席。

## 生平
原山东师范学院中文系工农兵学员，1977年毕业。毕业后任《山东画报》文学编辑。2002年被省委任命为省作家协会党组成员，同年，在山东作协第五次全省代表大会上当选为山东省作家协会副主席（为驻会副主席）。
2008年，汶川地震后，6月6日，王兆山在《齊魯晚報》上發表《江城子》《釵頭鳳》，并在“诗衷歌恸鲁川情朗诵会”上朗诵，其中的“主席喚，總理呼。黨疼囯愛，親歷死也足”“只盼墳前有屏幕，看奧運，同歡呼”等語句，而引發廣泛的爭議。

## 調侃
- 在王兆山的詞發表之后，“幸福鬼”、“只盼坟前有屏幕”、“死也足”，一時都成爲網路流行語。而在2008年6月5日，上海戲劇學院教授余秋雨在其個人博客中發表日誌“含泪劝告请愿灾民”[3]，表示“這些往生者全都成了菩薩”，因而产生了“北兆山，南秋雨”的说法，更導致新浪网一篇博客文章“王兆山決戰余秋雨”[4]对“王幸福是幸福鬼還是菩薩”大加調侃，网络上广為流传。
- 更有人將王兆山和“张打油”[2]相比。[5]

## 負面評價
王兆山所作《江城子》《釵頭鳳》發表后，引起了部分中國大陸學者 、網民、網路媒體以及部分地方媒體的強烈反彈和批評。山东作家李钟琴宣布因为羞与王兆山为伍，而退出山东作协。
红网刊登署名胡印斌的文章用語激烈的批評：“肉麻而至於斯，僅僅罵幾聲爬行動物，貼一個“王幸福”的標簽，怕是很難說得過去了。”
部分文学界人士觉得王兆山本人其实并没有恶意，应该理性地看待此事。北京大学中文系教授张颐武表示：“我觉得王兆山写的这首词，谈不上是什么严格意义上的词，也没什么平仄格律，就是一顺口溜，我们可以说他水平不高，写作表达不得体，有些想象很荒唐，但是谈不上有什么恶意，没必要上纲上线，说他冷血，残暴、千古罪人、拍马屁、触及了文学的底线这些都说不上，议论如果过度了，反而显得我们也不得体了。”